# Dálnice A17 (Belgie)
Dálnice A17 (nizozemsky: Autosnelweg 17, francouzsky Autoroute 17) je dálnice v Belgii. Celková délka činí 67 km. Dálnice A17 začíná v Marquain a končí v Bruggách.

## Průběh
Dálnice A17 začíná na dálniční křižovatce Marquain, kde se odděluje od dálnice A8. Na dálniční křižovatce Aalbeke se kříží s dálnicí A14. Za tunelem Wevelgem, který je 600 m dlouhý, se u Moorsele setkává s dálnicí A19. Dále kříží mnoho národních silnic a končí na dálniční křižovatce v Bruggách. Zde se setkává s dálnicí A10, která spojuje Ostende a Brusel. Za křížením dálnice A17 přechází v silnici N31, která slouží jako obchvat Brugg.

## Historie
| Úsek                           | Otevření         |
| ------------------------------ | ---------------- |
| Bruggy – Ruddervoorde          | 1984             |
| Ruddervoorde – Lichtervelde    | 1983             |
| Lichtervelde – Roeselare-Haven | 1982             |
| Roeselare-Haven – Aalbeke      | 1. červenec 1977 |
| Aalbeke – Dottignies           | 1998             |
| Dottignies – Templeuve         | 1986             |
| Templeuve – Marquain           | 1977             |

## Galerie

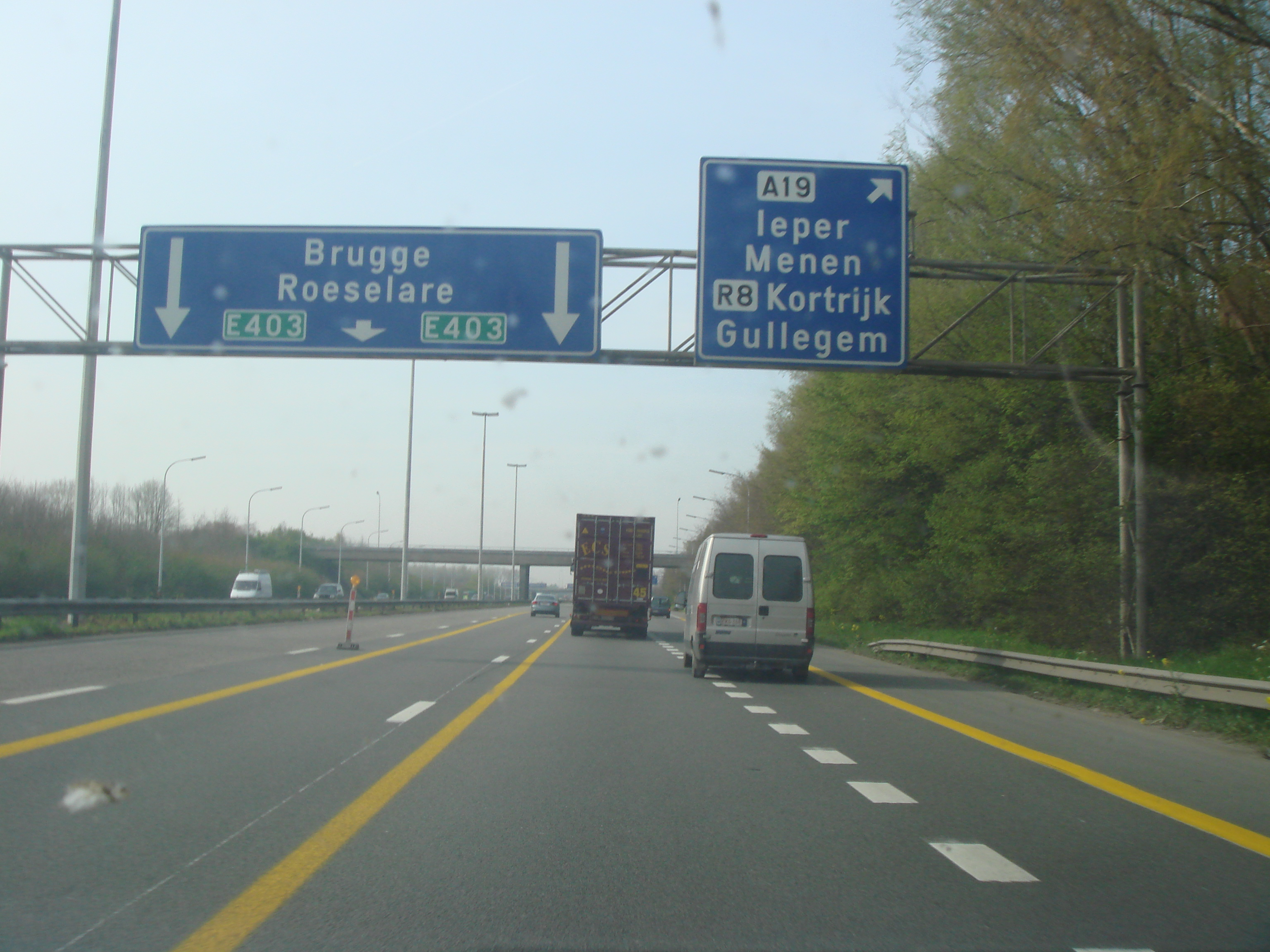
křížení dálnic A19 a A17
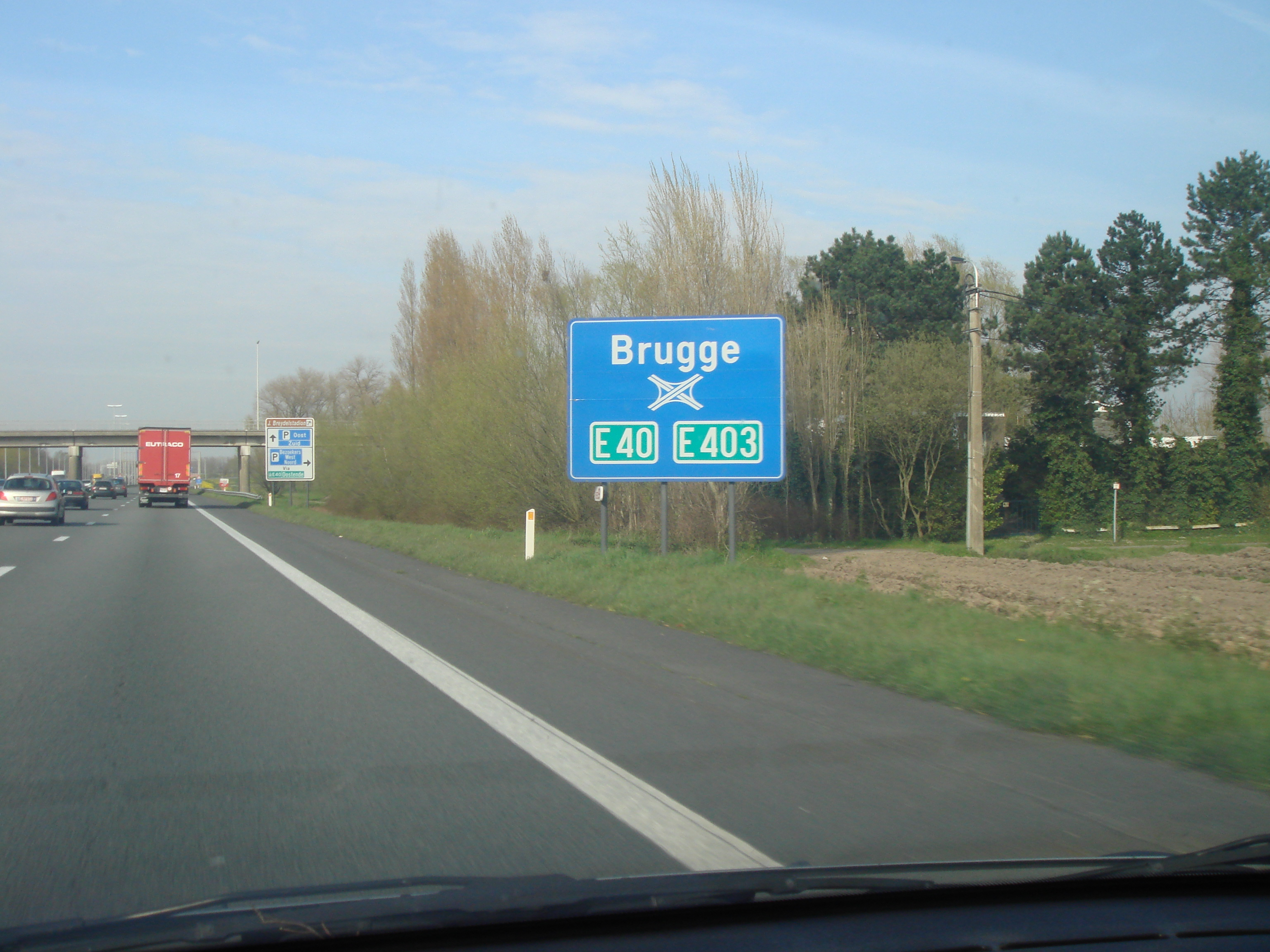
konec dálnice A17 u Brugg
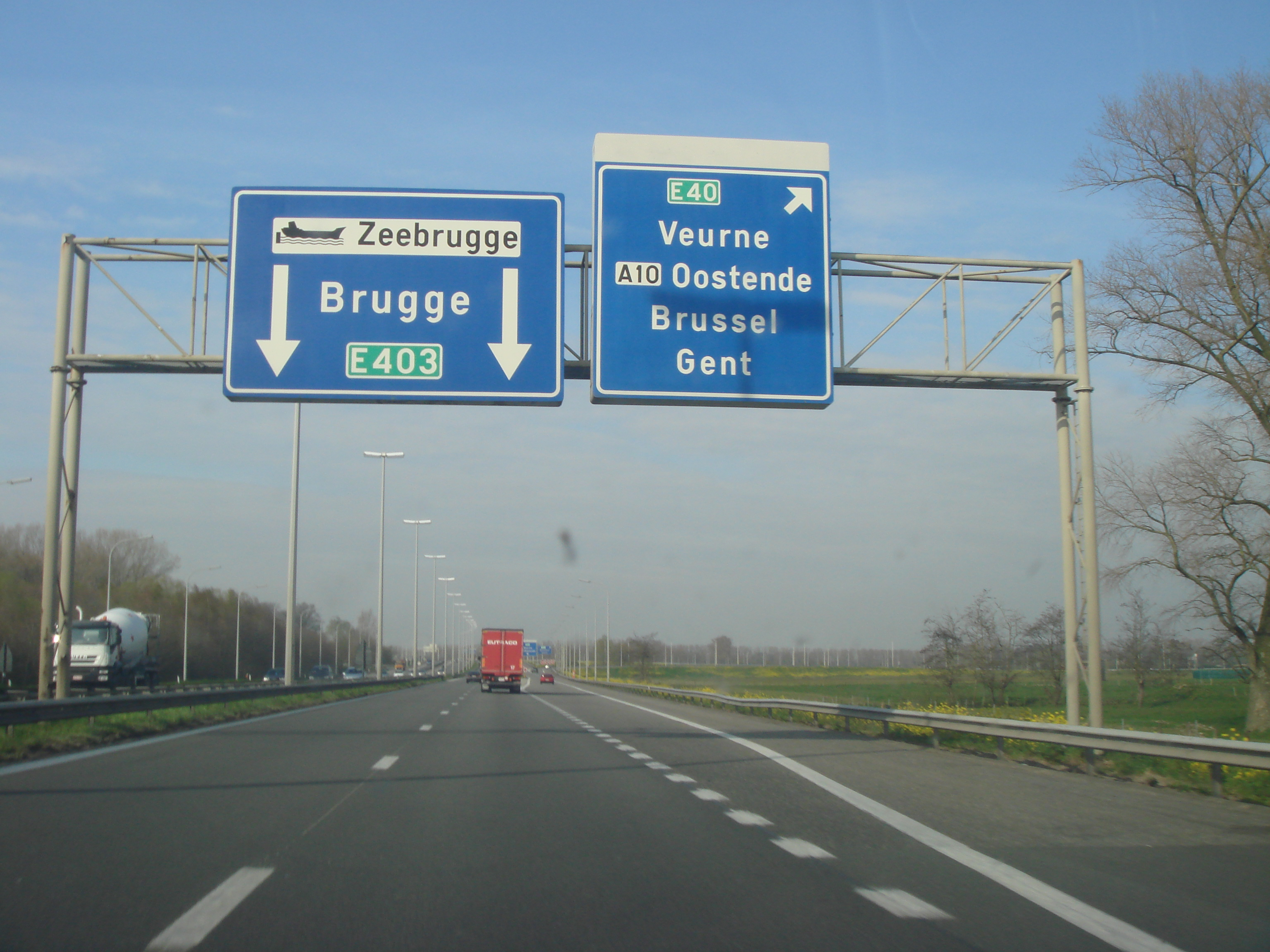
odbočka na dálnici A10 směr Brusel